# قره‌آغاج (صدرک)
قره‌آغاج (به لاتین: Qaraağac) یک منطقه مسکونی در جمهوری آذربایجان است که در شهرستان صدرک واقع شده است. قره‌آغاج ۳۸۵۹ نفر جمعیت دارد.